# Ángel Vázquez
Ángel Vázquez (fl. XX secolo) è stato un allenatore di calcio argentino, commissario tecnico dell'Argentina dal 21 settembre 1924 al 25 dicembre 1925.

## Carriera
Vázquez era un preparatore atletico: fu il primo commissario tecnico dell'Argentina, ancorché non avesse compiti tattici ma curasse esclusivamente la preparazione fisica dei giocatori. Una situazione analoga si verificò durante i periodi in panchina di José Lago Millán e Juan José Tramutola, entrambi preparatori e non allenatori. Vázquez sovraintese per la prima volta a un incontro della Nazionale il 21 settembre 1924, in occasione di un'amichevole tra Argentina e Uruguay giocata a Montevideo e terminata 1-1. Dopo altre due partite con la selezione uruguaiana, con un pareggio e una vittoria, Vázquez si trovò ad affrontare il Campeonato Sudamericano de Football 1924. L'Argentina giocò tre gare in quel torneo, vincendone una e pareggiando le restanti due; giunse pertanto al secondo posto su 4 squadre, lasciando la vittoria all'Uruguay padrone di casa. Durante la Copa Rosa Chevallier Boutell del 1925 Vázquez ottenne due ulteriori pareggi, ottenendo il titolo insieme al Paraguay, altra selezione partecipante alla Copa. Durante Argentina 1925 aiutò, in qualità di preparatore atletico, Américo Tesoriere, capitano della Nazionale e quindi considerato director técnico (allenatore).

## Palmarès

### Nazionale
- Copa Rosa Chevallier Boutell: 1

1925